# Izobár állapotváltozás
Az izobár állapotváltozás vagy izobár folyamat olyan állapotváltozás, amely során a termodinamikai rendszer nyomása nem változik.
Az állandó nyomású állapotváltozáshoz hőközlésre vagy hőelvonásra van szükség. Az egyetemes gáztörvényből következik, hogy az állapotváltozás két pontja között a hőmérséklet és térfogat között az alábbi összefüggés áll fenn:
{\displaystyle {\frac {V_{1}}{T_{1}}}={\frac {V_{2}}{T_{2}}}}  ahol {\displaystyle T_{1},~T_{2}\,}Kelvin
Az állapotváltozás alatt közölt (vagy elvont) hő:
{\displaystyle q_{12}=c_{v}(T_{2}-T_{1})+p(v_{2}-v_{1})\,},
illetve:
{\displaystyle q_{12}=c_{v}(T_{2}-T_{1})+R(T_{2}-T_{1})=(c_{v}+R)(T_{2}-T_{1})\,},
másrészt
{\displaystyle q_{12}=c_{p}(T_{2}-T_{1})\,},
ahol
{\displaystyle v_{1},~v_{2}\,} a fajtérfogat,
{\displaystyle T_{1},~T_{2}\,} a hőmérséklet,
{\displaystyle p\,} az állandó nyomás,
{\displaystyle R\,} az egyetemes gázállandó,
{\displaystyle c_{p},~c_{v}\,} a gáz fajhője állandó nyomáson és állandó térfogaton.
A két előbbi egyenlőség összevetéséből:
{\displaystyle R=c_{p}-c_{v}\,}.
Az entrópiafüggvény:
{\displaystyle ds={\frac {dq}{T}}=c_{p}{\frac {dT}{T}}\,},
{\displaystyle S=\int _{1}^{2}c_{p}{\frac {dT}{T}}=c_{p}\ln {\frac {T_{2}}{T_{1}}}\,}.
A fajlagos külső munka pedig:
{\displaystyle L=\int _{1}^{2}p~dv=p(v_{2}-v_{1})\,} vagy
{\displaystyle L=R(T_{2}-T_{1})\,}.